# Castellví de Rosanes
Castellví de Rosanes és un municipi de la comarca del Baix Llobregat i de la comarca natural del Montserratí. És al vessant nord del sector més septentrional del massís de l'Ordal i s'estén fins a la riba del riu Anoia, per l'est desguassa per la riera de Can Mitjans, un afluent per la dreta del Llobregat.
El terme municipal té una extensió de 16,04 km² i està format, a més del nucli urbà, pels barris dels Àngels i Miralles i les urbanitzacions de Can Sunyer del Palau, el Taió i Valldaina.
L'accés principal és la carretera de Martorell a Gelida (C-243b), si bé també existeix un tramat de camins carreters que connecten el poble amb Corbera de Llobregat i Sant Andreu de la Barca.

## Topònim
El nom de la població deriva del Castell Vell de Rosanes, fortalesa del segle x erigida dalt d'un turó estratègic a llevant del nucli urbà, i que avui rep el nom de Castell de Sant Jaume per l'advocació d'una capella propera.
El terme Castell Vell, que més tard evolucionaria a Castellví, pot ser degut al fet que ja hi hagués un castell d'època romana o a la reconstrucció de la fortalesa després de la destrucció a mans d'Almansor l'any 985. Una altra teoria suggereix que fou anomenat així per a distingir-lo del veí Castell de Rosanes, erigit posteriorment en un punt dominant de Martorell.
Rosanes, originàriament «Rodanes», podria referir-se a un cognom o derivar del terme llatí rota referent a les rompudes necessàries per a establir els primers poblaments i conreus agrícoles.

## Geografia
- Llista de topònims de Castellví de Rosanes: muntanyes, serres, collades, indrets, rius, fonts, cases, masies, esglésies, etc.

## Història

### El castell

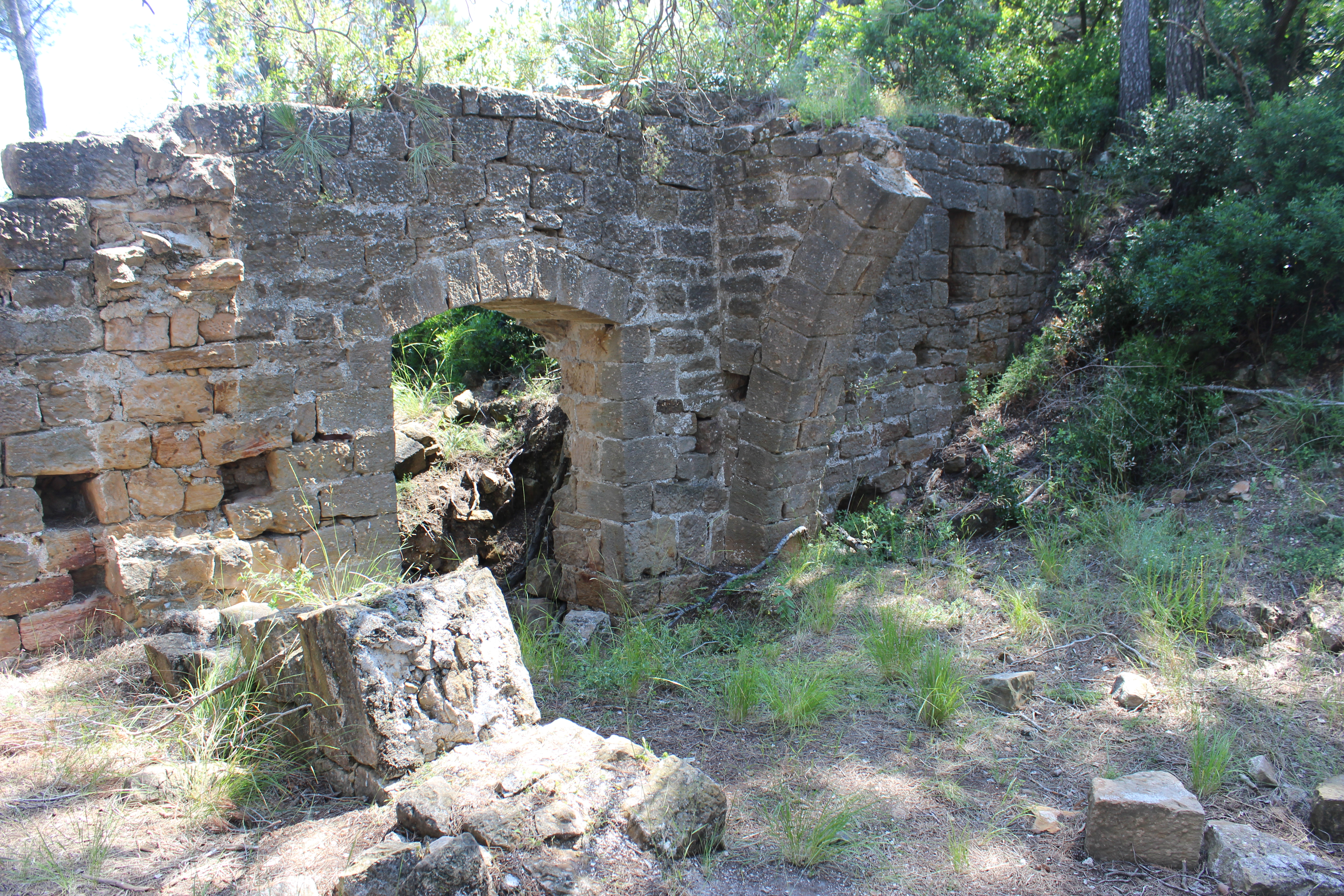
Ruïnes del Castell Vell de Rosanes

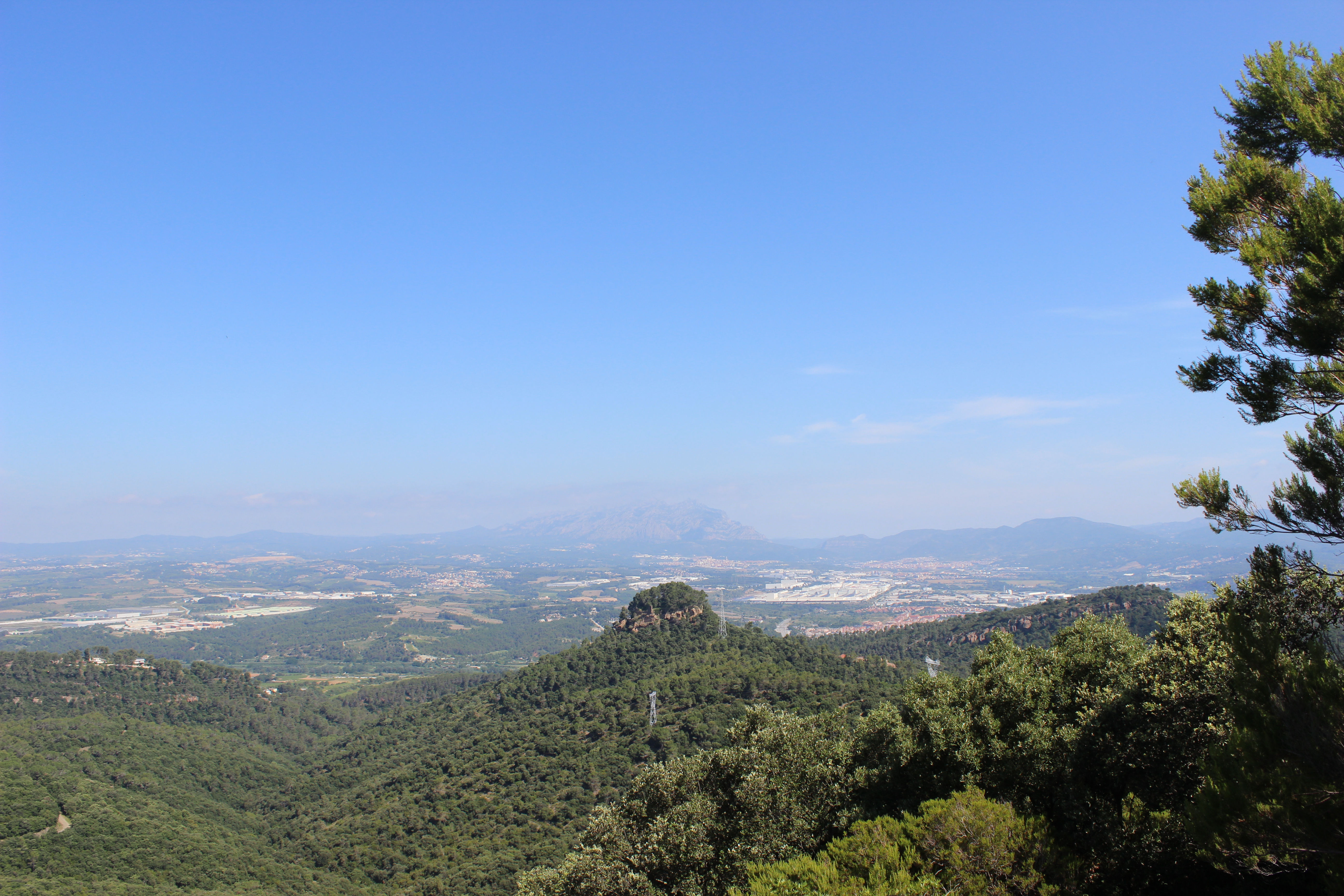
Vista del Turó del Castell amb el pla i el massís de Montserrat al fons

L'origen històric del municipi és el Castell Vell de Rosanes, documentat des de l'any 963, que fou centre de la baronia de Castellvell nascuda al segle xi durant el procés d'expansió dels comtats catalans a partir de la conquesta de territoris sarraïns. Els seus dominis incloïen els actuals termes de Castellví, Abrera, Sant Andreu de la Barca, Sant Esteve Sesrovires, Castellbisbal i Martorell.
Durant l'època medieval mantingué el seu estatus de fortalesa estratègica i fou un centre d'atracció de trobadors en mans dels llinatges de Castellvell i de Montcada. El 1397 fou incorporat a la Corona arran de la invasió de Mateu I de Foix, amb la qual cosa rebé el privilegi de ser declarat carrer de Barcelona, i l'any següent hi estigué presoner i hi morí el comte Joan I d'Empúries.
El castell fou destruït el 22 de gener de 1714 per les forces filipistes de la guerra de Successió amb dues roves de pólvora d'uns 21 kg, després que havien obligat els defensors, un contingent de paisans comandats pel coronel de miquelets Miquel Santjoan, a abandonar-lo. Des d'aleshores no s'hi ha fet cap obra de reconstrucció.

### El poble

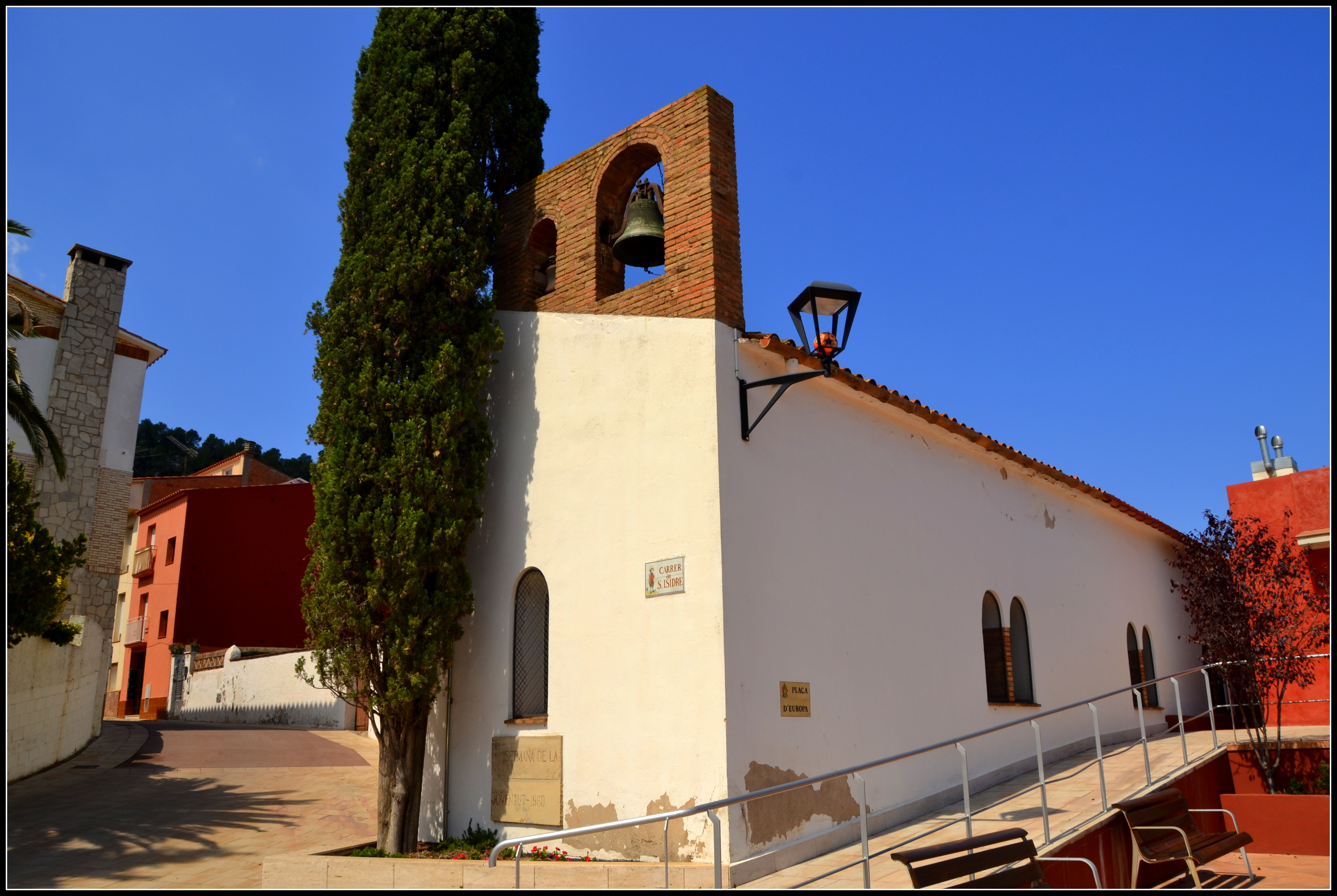
Església parroquial de Sant Isidre

En origen era un terme amb poblament dispers, el nucli urbà actual és de formació moderna. El nucli va néixer a l'any 1743, quan els pares Torrent i Lloses, dos frares del convent de Miralles, edificaren dues cases al terreny anomenat aleshores la Rovira d'en Mascaró. Durant els dos-cents anys següents s'anà configurant el nou poble a l'entorn del carrer principal i la plaça.
L'església parroquial de Sant Isidre, tinença de la parròquia de Sant Miquel –que des de 1974 radica a la capella dels Àngels–, és actualment la principal del municipi. Fou erigida el 1955 i inaugurada l'any 1964. El poble de Castellví en va sufragar la construcció .
A partir dels anys noranta del segle xx la població va créixer notablement fruit de la creació dels polígons industrials i la construcció de noves urbanitzacions, algunes de les quals molt allunyades del nucli històric.

## Demografia

### Població actual
La població de Castellví de Rosanes l'any 2019 era de 1.884 habitants, distribuïts en els següents nuclis de població:
| Entitat de població  | Habitants (2024) |
| Can Sunyer del Palau | 757              |
| Castellví de Rosanes | 663              |
| el Taió              | 492              |
| Miralles             | 92               |
| Valldaina            | 87               |
| els Àngels           | 7                |
| Font: Idescat        |                  |

### Evolució històrica
| 1497 f | 1515 f | 1553 f | 1717 | 1787 | 1857 | 1877 | 1887 | 1900 | 1910 |
| ------ | ------ | ------ | ---- | ---- | ---- | ---- | ---- | ---- | ---- |
| 6      | 5      | 6      | 93   | 157  | 323  | 297  | 316  | 269  | 264  |

| 1920 | 1930 | 1940 | 1950 | 1960 | 1970 | 1981 | 1990 | 1992 | 1994 |
| ---- | ---- | ---- | ---- | ---- | ---- | ---- | ---- | ---- | ---- |
| 284  | 274  | 272  | 268  | 330  | 332  | 340  | 572  | 671  | 671  |

| 1996 | 1998 | 2000  | 2002  | 2004  | 2006  | 2008  | 2010  | 2012  | 2014  |
| ---- | ---- | ----- | ----- | ----- | ----- | ----- | ----- | ----- | ----- |
| 933  | 996  | 1.096 | 1.195 | 1.297 | 1.505 | 1.659 | 1.755 | 1.757 | 1.760 |

| 2016  | 2018  | 2020  | 2022  | 2024  | 2026 | 2028 | 2030 | 2032 | 2034 |
| ----- | ----- | ----- | ----- | ----- | ---- | ---- | ---- | ---- | ---- |
| 1.807 | 1.865 | 1.933 | 2.096 | 2.106 | -    | -    | -    | -    | -    |

## Economia

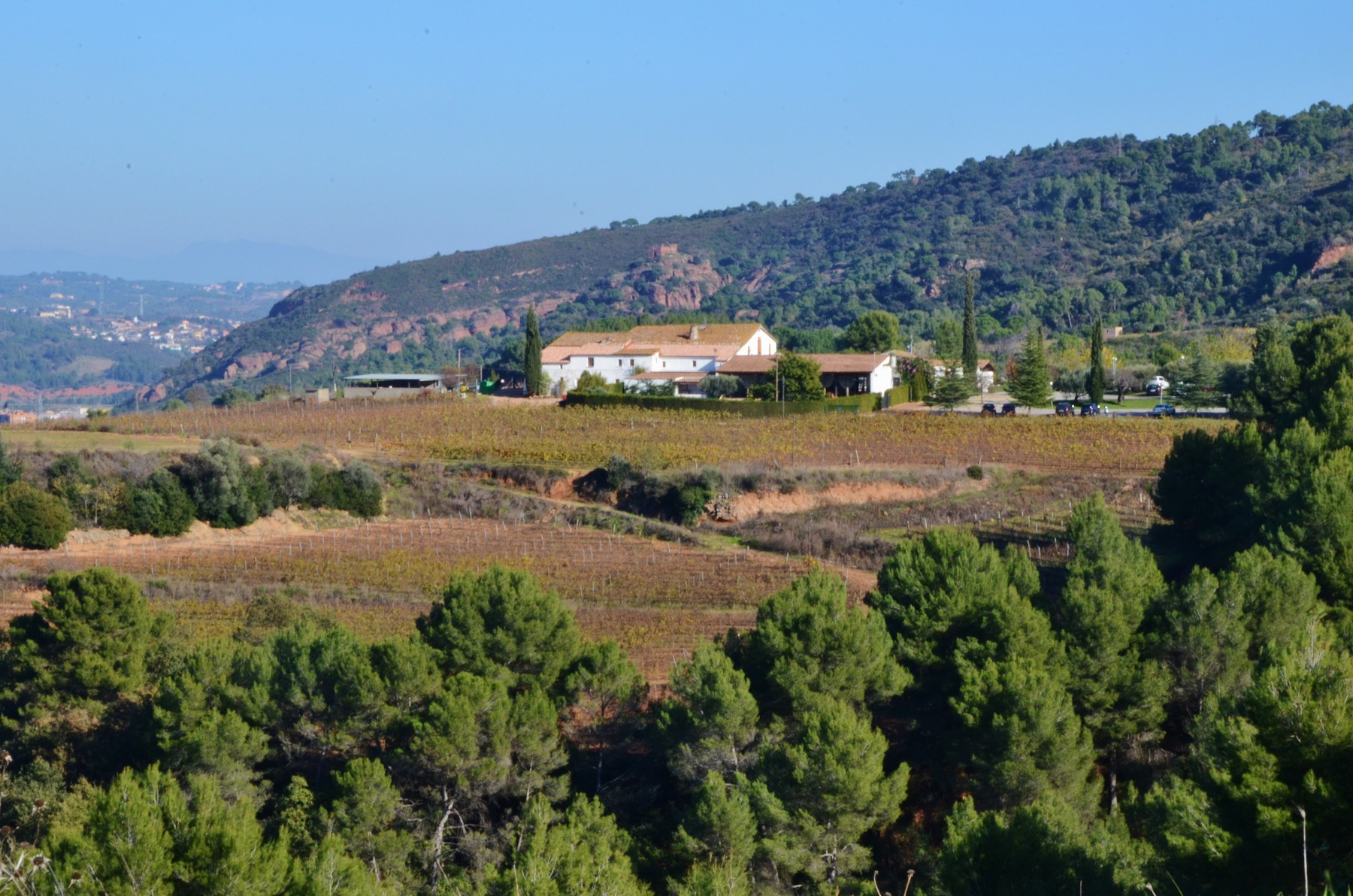
Vinyes de Can Sunyol

La major part de la població treballa en la indústria o el comerç fora del municipi –principalment a Martorell– o als dos polígons industrials del poble, el de Rosanes i el de Ca n'Abat. S'hi concentren activitats de diferent naturalesa, des de producció de cosmètics a bugaderia industrial, passant per distribució alimentària i maquinària d'elevació, entre d'altres. Una de les empreses més grosses es dedica al rentatge, neteja i tenyiment de peces tèxtils i de pell.
D'altra banda, Castellví encara manté una base agrícola amb camps i conreus a la zona baixa, a tocar de l'Anoia. Els principals cultius són la fruita (préssecs, cireres i pomes), l'olivera i la vinya, de la qual deriva la fabricació de vins i cava al mateix municipi.

## Llocs d'interès

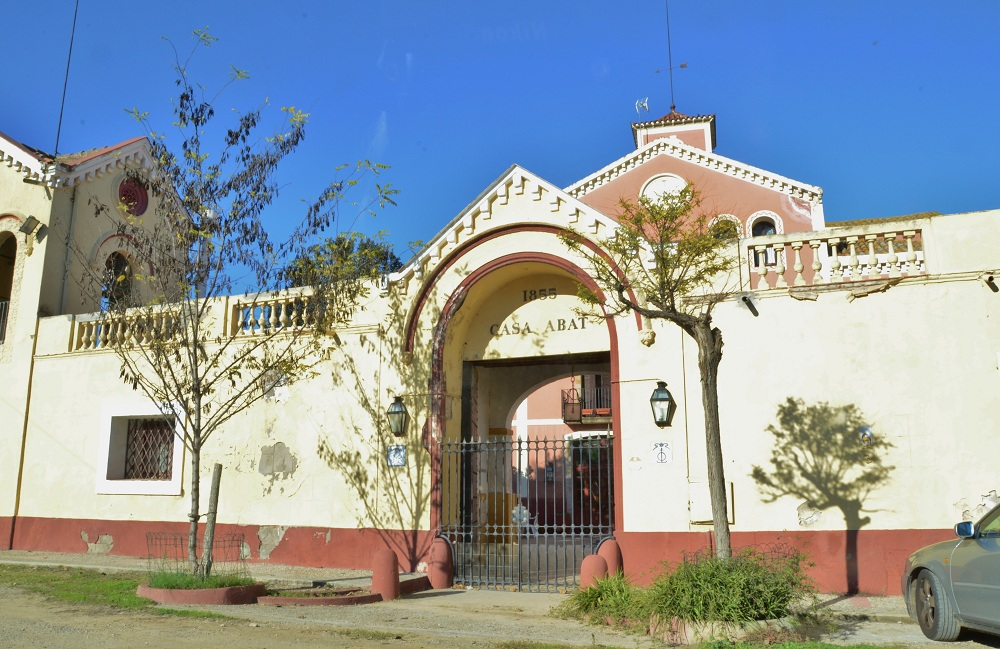
Façana principal de Ca n'Abat

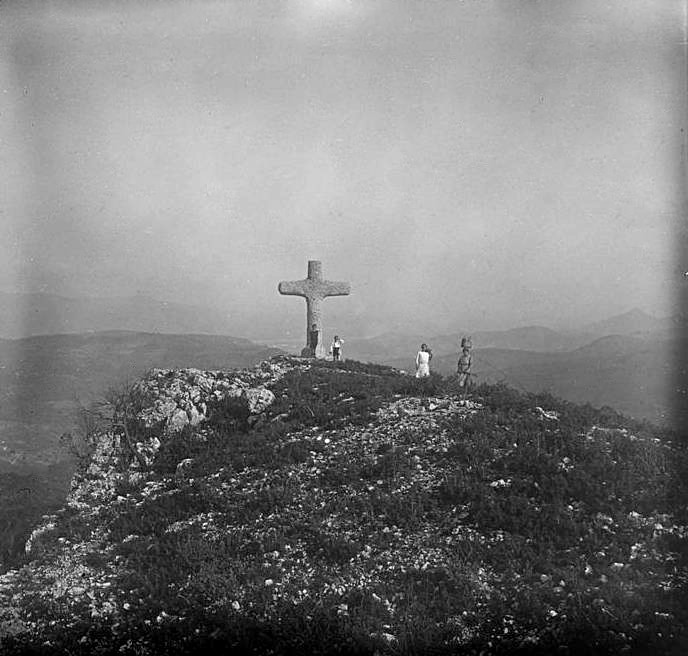
La Creu de l'Aragall (1924)

### Patrimoni històric i arquitectònic
- Castell Vell de Rosanes (Castell de Sant Jaume), fortalesa del segle x construïda dalt d'un turó estratègic, actualment en ruïnes.
- Convent de Miralles, casal gòtic del segle xiii reconvertit en monestir, on es conserven unes interessants pintures murals al fresc d'influència florentina.[7]
- Església dels Àngels, capella del segle xviii que conserva fragments d'un retaule major de 1694 i indret on té lloc anualment l'aplec del mateix nom.
- Museu del Vi i del Cava Ramon Canals.[8]
- Can Sunyol, masia del segle xvi, avui convertida en restaurant.
- Ca n'Abat, gran casal del segle xvii reconstruït i ampliat el 1855 en estil historicista, situat a la riba de l'Anoia.
- Les mines de plom de La Martorellense, antiga explotació minera que va ser la segona més gran de Catalunya d'aquest mineral i que fou abandonada el 1963.[9]

### Patrimoni natural
Tret de la zona agrícola situada a la part baixa, la major part del terme de Castellví està cobert per una densa massa forestal, de la qual 354 ha s'inclouen dins l'espai natural protegit de les Muntanyes de l'Ordal.
Les formacions vegetals dominants dins el municipi són l'alzinar litoral, les pinedes de pi blanc i els boscos mixtos d'aquestes dues espècies. També hi ha presència de brolles de brucs i estepes i, en alguns punts, petits claps de sureda, de roureda i de bosc de ribera.
Les principals muntanyes del terme són la Creu de l'Aragall (548 m), el Turó de Can Xandri (426 m), la Penya Alta (377), el Turó del Castell (360 m) i el Montgoi (328 m). Un dels espais més emblemàtics és la Cadireta, magnífic mirador al capdamunt de la muntanya de Matamoros.

## Festes locals

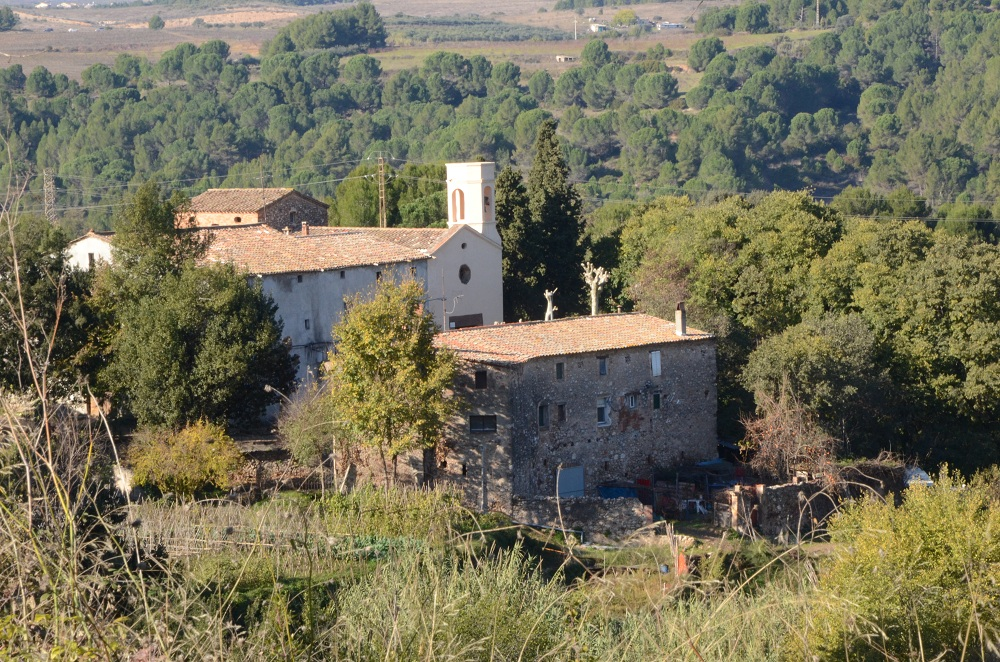
Església dels Àngels

La Festa Major se celebra el darrer cap de setmana de maig en honor de Sant Isidre, patró de la localitat, i el mes de setembre –coincidint amb el tancament de la verema– hi té lloc la Festa petita de Sant Miquel, vinculada a la tradició vitivinícola. El Dilluns de Pasqua es fa la tradicional cantada de caramelles pels principals carrers i nuclis del municipi.
Des de 1958, pels volts del 2 d'agost (festivitat de la Mare de Déu dels Àngels), s'organitza l'Aplec dels Àngels a l'entorn de la capella d'aquest barri.

## Política i govern

### Composició de la Corporació Municipal
El Ple de l'Ajuntament està format per 9 regidors. Entre 1979-2015 Castellví va ser governat pel partit Independents de Castellví de Rosanes (INCAS), vinculat al Partit dels Socialistes de Catalunya.
A les darreres eleccions municipals de 2019 la candidatura Endavant Castellví (Junts per Catalunya) obtingué el suport majoritari i guanyà l'alcaldia.

### Eleccions municipals
| Eleccions municipals de 26 de maig de 2019 - Castellví de Rosanes |                                                             |                                     |                                     |       |           |          |
| Candidatura | Candidatura                                                 | Candidatura                         | Cap de llista                       | Vots  | Vots      | Regidors |
| | Endavant Castellví-Junts                                    |                                     | Adrià Camino i Fideu                | 451   | 44,00 %   | 4 ()     |
| | Junts per Castellví-Candidatura de Progrés                  |                                     | Vicky Castellanos Núñez             | 280   | 27,32 %   | 3 ()     |
| | Fem Poble-Esquerra Republicana de Catalunya-Acord Municipal |                                     | Joan Carles Ventura i Coll          | 200   | 19,51 %   | 2 ()     |
| | Altres candidatures                                         |                                     |                                     | 80    | 7,80 %    | 0 ()     |
| | Vots en blanc                                               |                                     |                                     | 14    | 1,37 %    |          |
| Total vots vàlids i regidors | Total vots vàlids i regidors                                | Total vots vàlids i regidors        | Total vots vàlids i regidors        | 1025  | 100 %     | 9        |
| | Vots nuls                                                   | Vots nuls                           | Vots nuls                           | 6     | 0,58 %    |          |
| Participació (vots vàlids més nuls) | Participació (vots vàlids més nuls)                         | Participació (vots vàlids més nuls) | Participació (vots vàlids més nuls) | 1031  | 69,99 %** |          |
| Abstenció | Abstenció                                                   | Abstenció                           | Abstenció                           | 442*  | 30,01 %** |          |
| Total cens electoral | Total cens electoral                                        | Total cens electoral                | Total cens electoral                | 1473* | 100 %**   |          |
| Batlle: Adrià Camino i Fideu (JxCat) (15/06/2019) Per ser la llista més votada, després de no haver obtingut majoria absoluta dels regidors (7 vots: 4 de JxCat i 3 de PSC)  |                                                             |                                     |                                     |       |           |          |
| Fonts: Ministeri de l'Interior. Junta Electoral de la Zona de Sant Feliu de Llobregat. Diari Ara. (* No són vots sinó electors. ** Percentatge respecte del cens electoral.) |                                                             |                                     |                                     |       |           |          |

### Alcaldes de Castellví de Rosanes
| Període         | Alcalde o alcaldessa                     | Partit polític   | Data de possessió     | Observacions |
| --------------- | ---------------------------------------- | ---------------- | --------------------- | ------------ |
| 1979–1983       | Lluís Mitjans i Julibert                 | INCAS            | 19/04/1979            | --           |
| 1983–1987       | Manuel Fernández i Peláez                | INCAS            | 28/05/1983            | --           |
| 1987–1991       | Manuel Fernández i Peláez                | INCAS            | 30/06/1987            | --           |
| 1991–1995       | Manuel Fernández i Peláez                | INCAS            | 15/06/1991            | --           |
| 1995–1999       | Manuel Fernández i Peláez                | INCAS            | 17/06/1995            | --           |
| 1999–2003       | Elías Ortiz i Silva Lluís Tomàs i Moreno | INCAS            | 03/07/1999 18/12/2000 | --           |
| 2003–2007       | Lluís Tomàs i Moreno                     | INCAS            | 14/06/2003            | --           |
| 2007–2011       | Lluís Tomàs i Moreno                     | INCAS            | 16/06/2007            | --           |
| 2011–2015       | Lluís Tomàs i Moreno                     | INCAS            | 11/06/2011            | --           |
| 2015–2019       | Joan Carles Almirall i Sánchez           | Logotip de CiU   | 13/06/2015            | --           |
| 2019-2023       | Adrià Camino i Fideu                     | Logotip de JxCat | 15/06/2019            | --           |
| Des de 2023     | Adrià Camino i Fideu                     | Logotip de JxCat | 17/06/2023            | --           |
| Fonts: Municat. |                                          |                  |                       |              |

## Entitats
- CFS Castellví a Facebook[19]
- Associació de Joves de Castellví (963)